# Беларусь на летних Олимпийских играх 1996
Беларусь на Олимпиаде в Атланте впервые в истории Летних Олимпийских игр представляла отдельная команда. До этого белорусские спортсмены выступали в составе сборной СССР и Объединённой команды (1992).

## Медали
Команда сумела завоевать 1 золотую, 6 серебряных и 8 бронзовых медалей.
| Золото  | |                                             |
| №       | Спортсмены | Вид спорта (дисциплина)                     |
| 1       | Екатерина Карстен | Академическая гребля (одиночки)             |
| Серебро | |                                             |
| №       | Спортсмены | Вид спорта (дисциплина)                     |
| 1       | Владимир Дубровщик | Лёгкая атлетика (метание диска)             |
| 2       | Наталья Сазанович | Лёгкая атлетика (семиборье)                 |
| 3       | Игорь Басинский | Стрельба (пистолет, 50 метров)              |
| 4       | Александр Павлов | Борьба (греко-римская, до 48 кг)            |
| 5       | Сергей Лиштван | Борьба (греко-римская, до 100 кг)           |
| 6       | Алексей Медведев | Борьба (вольная, до 130 кг)                 |
| Бронза  | |                                             |
| №       | Спортсмены | Вид спорта (дисциплина)                     |
| 1       | Василий Каптюх | Лёгкая атлетика (метание диска)             |
| 2       | Эллина Зверева | Лёгкая атлетика (метание диска)             |
| 3       | Валерий Циленьть | Борьба (греко-римская, до 82 кг)            |
| 4       | Виталий Щербо | Спортивная гимнастика (личное многоборье)   |
| 5       | Виталий Щербо | Спортивная гимнастика (параллельные брусья) |
| 6       | Виталий Щербо | Спортивная гимнастика (перекладина)         |
| 7       | Виталий Щербо | Спортивная гимнастика (опорный прыжок)      |
| 8       | Елена Микулич Марина Знак Наталья Волчек Наталья Стасюк Тамара Давыденко Валентина Скрабатун Наталья Лавриненко Александра Панькина | Академическая гребля (восьмёрки)            |

## Результаты соревнований

### Академическая гребля
В следующий раунд из каждого заезда проходили несколько лучших экипажей (в зависимости от дисциплины). В финал A выходили 6 сильнейших экипажей, остальные разыгрывали места в утешительных финалах B-D.
Мужчины
| Соревнование | Спортсмены                                                      | Предварительный заезд | Предварительный заезд | Предварительный заезд | Отборочный заезд | Отборочный заезд | Отборочный заезд | Полуфинал      | Полуфинал      | Полуфинал      | Финал   | Финал   | Итоговое место |
| Соревнование | Спортсмены                                                      | Заезд                 | Время                 | Место                 | Заезд            | Время            | Место            | Заезд          | Время          | Место          | Время   | Место   | Итоговое место |
| ------------ | --------------------------------------------------------------- | --------------------- | --------------------- | --------------------- | ---------------- | ---------------- | ---------------- | -------------- | -------------- | -------------- | ------- | ------- | -------------- |
| двойки       | Дмитрий Плечистик Дмитрий Мирончик                              | 3                     | 6:57,57               | 4                     | 1                | 7:12,14          | 6 QC             | не участвовали | не участвовали | не участвовали | Финал C | Финал C | 14             |
| двойки       | Дмитрий Плечистик Дмитрий Мирончик                              | 3                     | 6:57,57               | 4                     | 1                | 7:12,14          | 6 QC             | не участвовали | не участвовали | не участвовали | 7:03,31 | 2       | 14             |
| четвёрки     | Константин Белевич Сергей Тарасевич Олег Соломахин Денис Табако | 1                     | 6:08,38               | 3                     | не участвовали   | не участвовали   | не участвовали   | 1              | 6:15,07        | 6              | Финал B | Финал B | 11             |
| четвёрки     | Константин Белевич Сергей Тарасевич Олег Соломахин Денис Табако | 1                     | 6:08,38               | 3                     | не участвовали   | не участвовали   | не участвовали   | 1              | 6:15,07        | 6              | 5:55,52 | 5       | 11             |

Женщины
| Соревнование | Спортсмены | Предварительный заезд | Предварительный заезд | Предварительный заезд | Отборочный заезд | Отборочный заезд | Отборочный заезд | Полуфинал     | Полуфинал     | Полуфинал     | Финал   | Финал   | Итоговое место |
| Соревнование | Спортсмены | Заезд                 | Время                 | Место                 | Заезд            | Время            | Место            | Заезд         | Время         | Место         | Время   | Место   | Итоговое место |
| ------------ | --- | --------------------- | --------------------- | --------------------- | ---------------- | ---------------- | ---------------- | ------------- | ------------- | ------------- | ------- | ------- | -------------- |
| одиночки     | Екатерина Карстен | 2                     | 8:03,73               | 1 Q                   | не участвовала   | не участвовала   | не участвовала   | 1             | 8:00,02       | 2             | Финал A | Финал A | 1              |
| одиночки     | Екатерина Карстен | 2                     | 8:03,73               | 1 Q                   | не участвовала   | не участвовала   | не участвовала   | 1             | 8:00,02       | 2             | 7:32,31 | 1       | 1              |
| восьмёрки    | Елена Микулич Марина Знак Наталья Волчек Наталья Стасюк Тамара Давыденко Валентина Скрабатун Наталья Лавриненко Александра Панькина | 1                     | 6:24,61               | 1                     | не участвовали   | не участвовали   | не участвовали   | не проводится | не проводится | не проводится | Финал A | Финал A | 3              |
| восьмёрки    | Елена Микулич Марина Знак Наталья Волчек Наталья Стасюк Тамара Давыденко Валентина Скрабатун Наталья Лавриненко Александра Панькина | 1                     | 6:24,61               | 1                     | не участвовали   | не участвовали   | не участвовали   | не проводится | не проводится | не проводится | 6:24,44 | 3       | 3              |

### Бадминтон
Мужчины
| Соревнование     | Спортсмены    | 1/64                           | 1/32                 | 1/16                 | Четвертьфинал        | Полуфинал            | Финал                | Финал                | Итоговое место |
| Соревнование     | Спортсмены    | Соперник Счёт                  | Соперник Счёт        | Соперник Счёт        | Соперник Счёт        | Соперник Счёт        | Соперник Счёт        | Место                | Итоговое место |
| ---------------- | ------------- | ------------------------------ | -------------------- | -------------------- | -------------------- | -------------------- | -------------------- | -------------------- | -------------- |
| одиночный разряд | Михаил Коршук | GERМихаэль Элбер П 12-15, 1-15 | завершил выступление | завершил выступление | завершил выступление | завершил выступление | завершил выступление | завершил выступление | =33            |

Женщины
| Соревнование     | Спортсмены       | 1/64                                 | 1/32                  | 1/16                  | Четвертьфинал         | Полуфинал             | Финал                 | Финал                 | Итоговое место |
| Соревнование     | Спортсмены       | Соперник Счёт                        | Соперник Счёт         | Соперник Счёт         | Соперник Счёт         | Соперник Счёт         | Соперник Счёт         | Место                 | Итоговое место |
| ---------------- | ---------------- | ------------------------------------ | --------------------- | --------------------- | --------------------- | --------------------- | --------------------- | --------------------- | -------------- |
| одиночный разряд | Влада Чернявская | INAЮлиани Сантоса П 11-6, 3-11, 1-15 | завершила выступление | завершила выступление | завершила выступление | завершила выступление | завершила выступление | завершила выступление | =33            |

Микст
| Соревнование  | Спортсмены                     | 1/64          | 1/32                                          | 1/16                  | Четвертьфинал         | Полуфинал             | Финал                 | Финал                 | Итоговое место |
| Соревнование  | Спортсмены                     | Соперник Счёт | Соперник Счёт                                 | Соперник Счёт         | Соперник Счёт         | Соперник Счёт         | Соперник Счёт         | Место                 | Итоговое место |
| ------------- | ------------------------------ | ------------- | --------------------------------------------- | --------------------- | --------------------- | --------------------- | --------------------- | --------------------- | -------------- |
| парный разряд | Михаил Коршук Влада Чернявская | не проводится | NZLРонда Катор и Питер Блэкберн П 14-18, 9-15 | завершили выступление | завершили выступление | завершили выступление | завершили выступление | завершили выступление | =17            |

### Бокс
| Категория   | Спортсмены         | 1/16 финала                 | 1/8 финала              | Четвертьфинал         | Полуфинал            | Финал                | Место |
| Категория   | Спортсмены         | Соперник Результат          | Соперник Результат      | Соперник Результат    | Соперник Результат   | Соперник Результат   | Место |
| ----------- | ------------------ | --------------------------- | ----------------------- | --------------------- | -------------------- | -------------------- | ----- |
| до 60 кг    | Сергей Острошапкин | ZAMД. Зимба П               | завершил выступление    | завершил выступление  | завершил выступление | завершил выступление | 17    |
| до 63,5 кг  | Сергей Быковский   | GEOБ. Вардзелашвили В 11:11 | FRAНордин Мучи П 6:17   | завершил выступление  | завершил выступление | завершил выступление | 9     |
| до 67 кг    | Вадим Мезга        | MOZЛ. Синойя В 11:6         | CUBХ. Эрнандес П 2:12   | завершил выступление  | завершил выступление | завершил выступление | 9     |
| до 91 кг    | Сергей Дычков      | LATР. Куклин В 16:6         | NZLГ. Да Силва В 12:8   | GERЛ. Красники П 5:10 | завершил выступление | завершил выступление | 5     |
| свыше 91 кг | Сергей Ляхович     | не участвовал               | TGAП. Вольфграмм П 9:10 | завершил выступление  | завершил выступление | завершил выступление | 9     |

### Борьба
Мужчины
Вольная борьба
| Категория | Спортсмены         | Раунд 1                  | Раунд 2                | Раунд 3              | Раунд 4                     | Раунд 5                 | Раунд 6                | Финал                   | Место |
| Категория | Спортсмены         | Соперник Результат       | Соперник Результат     | Соперник Результат   | Соперник Результат          | Соперник Результат      | Соперник Результат     | Соперник Результат      | Место |
| --------- | ------------------ | ------------------------ | ---------------------- | -------------------- | --------------------------- | ----------------------- | ---------------------- | ----------------------- | ----- |
| до 57 кг  | Александр Гузов    | не участвовал            | IRIМ. Талаей В 5:3     | MKDШ. Трстена П 3:7  | JPNС. Абэ В 6:5             | TURХ. Доган П 0:3       | не участвовал          | UZBД. Захартдинов В 3:2 | 7     |
| до 62 кг  | Сергей Смаль       | SUIМ. Мюллер В 6:0       | USAТ. Брэндс П 0:5     | GERЮ. Шайбе В 8:1    | JPNТ. Вада В 0:3            | завершил выступление    | завершил выступление   | завершил выступление    | 11    |
| до 68 кг  | Олег Гоголь        | CUBЙ. Санчес В 3:1       | ARMА. Геворгян П 2:3   | CANК. Робертс В 4:0  | UKRЗ. Зозиров П 1:6         | завершил выступление    | завершил выступление   | завершил выступление    | 9     |
| до 74 кг  | Игорь Козырь       | HUNА. Риттер В 5:3       | JPNТ. Ота П 1:4        | UZBБ. Будаев П 1:4   | завершил выступление        | завершил выступление    | завершил выступление   | завершил выступление    | 14    |
| до 82 кг  | Александр Савко    | USAЛ. Гатчес П 2:3       | AZEМ. Ибрагимов П 0:5  | завершил выступление | завершил выступление        | завершил выступление    | завершил выступление   | завершил выступление    | 19    |
| до 100 кг | Сергей Ковалевский | GERА. Сабеев П 0:3       | KORК. Тхэу В 3:1       | AUSБ. Винсент В 10:0 | MGLС. Долгорсуренгиин В 3:0 | UKRС. Муртазалиев В 8:4 | POLМ. Гармулевич В 4:0 | GERА. Сабеев П 4:7      | 5     |
| до 130 кг | Алексей Медведев   | GREПетрос Бурдулис В 7:1 | GEOЗ. Турманидзе В 3:1 | не участвовал        | GERС. Тиле В 0:0            | не участвовал           | не участвовал          | TURМ. Демир П 0:3       | 2     |

Греко-римская борьба
| Категория | Спортсмены          | Раунд 1               | Раунд 2                    | Раунд 3               | Раунд 4              | Раунд 5              | Раунд 6                          | Финал                  | Место |
| Категория | Спортсмены          | Соперник Результат    | Соперник Результат         | Соперник Результат    | Соперник Результат   | Соперник Результат   | Соперник Результат               | Соперник Результат     | Место |
| --------- | ------------------- | --------------------- | -------------------------- | --------------------- | -------------------- | -------------------- | -------------------------------- | ---------------------- | ----- |
| до 48 кг  | Александр Павлов    | VENЭ. Очоа В 11:0     | PRKК. Ён Гюн В 3:2         | не участвовал         | CUBУ. Санчес В 5:0   | не участвовал        | не участвовал                    | KORС. Гвон Хо П 0:4    | 2     |
| до 52 кг  | Ибад Ахмедов        | DOMУ. Валентин В 11:0 | USAБ. Полсон П 1:6         | KAZН. Дюсенов П 4:5   | завершил выступление | завершил выступление | завершил выступление             | завершил выступление   | 11    |
| до 62 кг  | Игорь Петренко      | POLВ. Завадский П 3:4 | GREА. Рубенян В 3:1        | IRIАхад Пазадж П 2:6  | завершил выступление | завершил выступление | завершил выступление             | завершил выступление   | 13    |
| до 68 кг  | Камандар Маджидов   | KORК. Ен Ир В 3:1     | FINМ. Юли-Ханнуксела В 5:0 | не участвовал         | FRAГ. Ялуз П 1:4     | не участвовал        | BULБ. Георгиев В 3:1             | RUSА. Третьяков П 0:4  | 4     |
| до 74 кг  | Владимир Копытов    | GERЭ. Хан П 2:4       | TURН. Авлуджа П 2:3        | завершил выступление  | завершил выступление | завершил выступление | завершил выступление             | завершил выступление   | 14    |
| до 82 кг  | Валерий Циленьть    | BELЖ. Ваффлар В 10:0  | KGZР. Санатбаев В 7:1      | TURХ. Ерликая П 0:5   | RUSС. Цвир В 6:0     | не участвовал        | SWEМ. Лидберг В 4:1              | KAZД. Турлыханов В 4:0 | 2     |
| до 90 кг  | Александр Сидоренко | USAД. Вальдруп В 3:0  | GERМ. Булльман П 0:1       | KAZС. Матвиенко В 1:1 | ARMЦ. Егишян В 3:1   | CZEМ. Швец В 3:1     | GREИорданис Константинидис В 5:0 | GERМ. Булльман П 0:2   | 4     |
| до 100 кг | Сергей Лиштван      | BULТ. Манов В 2:0     | USAДж. Глисман В 3:0       | не участвовал         | SWEМ. Юнгберг В 2:1  | не участвовал        | не участвовал                    | POLА. Вроньский П 0:0  | 2     |

### Велоспорт

#### Шоссейный велоспорт
Мужчины
| Соревнование    | Спортсмены        | Время   | Место | Отставание |
| --------------- | ----------------- | ------- | ----- | ---------- |
| групповая гонка | Павел Кавецкий    | 4:56:48 | 69    | +2:52      |
| групповая гонка | Евгений Голованов | 5:05:38 | 113   | +11:42     |
| групповая гонка | Олег Бондарик     | DNF     | DNF   | DNF        |
| групповая гонка | Вячеслав Герман   | DNF     | DNF   | DNF        |
| групповая гонка | Александр Шарапов | DNF     | DNF   | DNF        |

Женщины
| Соревнование    | Спортсмены         | Время   | Место | Отставание |
| --------------- | ------------------ | ------- | ----- | ---------- |
| групповая гонка | Зинаида Стагурская | 2:37:06 | 14    | +0:53      |

#### Трековый велоспорт
Гонки по очкам
| Соревнование   | Спортсмены          | Очки/Круги | Место |
| -------------- | ------------------- | ---------- | ----- |
| гонка по очкам | Людмила Горожанская | 11         | 6     |

### Водные виды спорта

#### Плавание
Мужчины
| Дистанция                  | Спортсмены          | Предварительный раунд | Предварительный раунд | Финал B              | Финал B              | Финал                | Финал                |
| Дистанция                  | Спортсмены          | Результат             | Место                 | Результат            | Место                | Результат            | Место                |
| -------------------------- | ------------------- | --------------------- | --------------------- | -------------------- | -------------------- | -------------------- | -------------------- |
| 200 метров брассом         | Александр Гуков     | 2:17,49               | 20                    | завершил выступление | завершил выступление | завершил выступление | завершил выступление |
| 50 метров вольным стилем   | Дмитрий Калиновский | 23,61                 | 36                    | завершил выступление | завершил выступление | завершил выступление | завершил выступление |
| 100 метров брассом         | Алексей Кривенцов   | 1:04,20               | 27                    | завершил выступление | завершил выступление | завершил выступление | завершил выступление |
| 1500 метров вольным стилем | Сергей Михновец     | 15:41,80              | 19                    | завершил выступление | завершил выступление | завершил выступление | завершил выступление |
| 50 метров вольным стилем   | Олег Рухлевич       | 23,12                 | 22                    | завершил выступление | завершил выступление | завершил выступление | завершил выступление |
| 100 метров вольным стилем  | Олег Рухлевич       | 50,42                 | 19                    | завершил выступление | завершил выступление | завершил выступление | завершил выступление |

Женщины
| Дистанция                   | Спортсмены                                                     | Предварительный раунд | Предварительный раунд | Финал B               | Финал B               | Финал                 | Финал                 |
| Дистанция                   | Спортсмены                                                     | Результат             | Место                 | Результат             | Место                 | Результат             | Место                 |
| --------------------------- | -------------------------------------------------------------- | --------------------- | --------------------- | --------------------- | --------------------- | --------------------- | --------------------- |
| 100 метров баттерфляем      | Наталья Барановская                                            | 1:04,09               | 34                    | завершила выступление | завершила выступление | завершила выступление | завершила выступление |
| 200 метров вольным стилем   | Инга Бородич                                                   | 2:05,85               | 33                    | завершила выступление | завершила выступление | завершила выступление | завершила выступление |
| 50 метров вольным стилем    | Елена Попченко                                                 | 27,18                 | 40                    | завершила выступление | завершила выступление | завершила выступление | завершила выступление |
| 100 метров брассом          | Елена Рудковская                                               | 1:13,71               | 33                    | завершила выступление | завершила выступление | завершила выступление | завершила выступление |
| 100 метров вольным стилем   | Светлана Жидко                                                 | 58,64                 | 40                    | завершила выступление | завершила выступление | завершила выступление | завершила выступление |
| Эстафета                    | Предварительный раунд                                          | Предварительный раунд | Предварительный раунд | Финал                 | Финал                 | Финал                 | Финал                 |
| Эстафета                    | Состав                                                         | Результат             | Место                 | Состав                | Состав                | Результат             | Место                 |
| 4×100 метров вольным стилем | Светлана Жидко Елена Попченко Инга Бородич Наталья Барановская | 3:50,22               | 15                    | завершили выступление | завершили выступление | завершили выступление | завершили выступление |
| 4×200 метров вольным стилем | Светлана Жидко Елена Попченко Инга Бородич Наталья Барановская | 8:21,70               | 17                    | завершили выступление | завершили выступление | завершили выступление | завершили выступление |

#### Прыжки в воду
По итогам предварительных 6 прыжков в полуфинал проходило 18 спортсменов. Далее прыгуны выполняли по 5 прыжков из произвольной программы, результаты которых суммировались с результатами предварительных прыжков. По общей сумме баллов определялись финалисты соревнований. Финальный раунд, состоящий из 6 прыжков, спортсмены начинали с результатом, полученным в полуфинале.
Мужчины
| Соревнование      | Спортсмены         | Предварительный раунд | Предварительный раунд | Полуфинал            | Полуфинал            | Сумма                | Сумма                | Финал                | Финал                | Итог                 | Итог                 |
| Соревнование      | Спортсмены         | Результат             | Место                 | Результат            | Место                | Результат            | Место                | Результат            | Место                | Результат            | Место                |
| ----------------- | ------------------ | --------------------- | --------------------- | -------------------- | -------------------- | -------------------- | -------------------- | -------------------- | -------------------- | -------------------- | -------------------- |
| трамплин, 3 метра | Андрей Семенюк     | 385,32                | 7 Q                   | 202,23               | 16                   | 587,55               | 9 Q                  | 393,33               | 9                    | 595,56               | 10                   |
| трамплин, 3 метра | Вячеслав Хамулькин | 331,86                | 21                    | завершил выступление | завершил выступление | завершил выступление | завершил выступление | завершил выступление | завершил выступление | завершил выступление | завершил выступление |
| вышка, 10 метров  | Сергей Кудревич    | 375,90                | 10 Q                  | 180,63               | 4                    | 556,53               | 9 Q                  | 347,37               | 12                   | 528,00               | 11                   |
| вышка, 10 метров  | Андрей Квочинский  | 349,14                | 15 Q                  | 160,50               | 15                   | 509,64               | 16                   | завершил выступление | завершил выступление | завершил выступление | завершил выступление |

Женщины
| Соревнование      | Спортсмены         | Предварительный раунд | Предварительный раунд | Полуфинал | Полуфинал | Сумма     | Сумма | Финал                | Финал                | Итог                 | Итог                 |
| Соревнование      | Спортсмены         | Результат             | Место                 | Результат | Место     | Результат | Место | Результат            | Место                | Результат            | Место                |
| ----------------- | ------------------ | --------------------- | --------------------- | --------- | --------- | --------- | ----- | -------------------- | -------------------- | -------------------- | -------------------- |
| трамплин, 3 метра | Светлана Алексеева | 246,7                 | 14 Q                  | 200,37    | 14        | 446,64    | 14    | завершил выступление | завершил выступление | завершил выступление | завершил выступление |

### Гимнастика

#### Спортивная гимнастика
Мужчины
Многоборье
| Соревнование         | Спортсмены            | Квалификация        | Квалификация | Квалификация | Квалификация   | Квалификация        | Квалификация | Квалификация | Квалификация | Финал               | Финал  | Финал  | Финал          | Финал               | Финал       | Финал   | Финал |
| Соревнование         | Спортсмены            | Вольные выступления | Конь         | Кольца       | Опорный прыжок | Параллельные брусья | Перекладина  | Всего        | Место        | Вольные выступления | Конь   | Кольца | Опорный прыжок | Параллельные брусья | Перекладина | Всего   | Место |
| -------------------- | --------------------- | ------------------- | ------------ | ------------ | -------------- | ------------------- | ------------ | ------------ | ------------ | ------------------- | ------ | ------ | -------------- | ------------------- | ----------- | ------- | ----- |
| командное многоборье | Виталий Щербо         | 19,462              | 18,612       | 18,950       | 19,375         | 19,374              | 19,437       | 115,210      | 2 Q          | 19,462              | 18,612 | 18,950 | 19,375         | 19,374              | 19,437      | н/д     | н/д   |
| командное многоборье | Андрей Кан            | 19,225              | 19,087       | 18,950       | 19,037         | 19,137              | 18,925       | 114,361      | 11 Q         | 19,225              | 19,087 | 18,950 | 19,037         | 19,137              | 18,925      | н/д     | н/д   |
| командное многоборье | Виталий Рудницкий     | 19,125              | 18,600       | 18,925       | 19,150         | 18,625              | 18,200       | 112,650      | 31           | 19,125              | 18,600 | 18,925 | 19,150         | 18,625              | 18,200      | н/д     | н/д   |
| командное многоборье | Александр Белановский | 9,250               | 18,975       | 18,925       | 18,687         | 18,775              | 18,900       | 103,512      | 72           | 9,250               | 18,975 | 18,925 | 18,687         | 18,775              | 18,900      | н/д     | н/д   |
| командное многоборье | Александр Шостак      | 9,375               | 19,087       | 18,750       | 19,125         | 18,850              | н/д          | 85,187       | 92           | 9,375               | 19,087 | 18,750 | 19,125         | 18,850              | н/д         | н/д     | н/д   |
| командное многоборье | Иван Павловский       | 19,124              | н/д          | 18,800       | 19,287         | 8,025               | 17,850       | 83,086       | 96           | 19,124              | н/д    | 18,800 | 19,287         | 8,025               | 17,850      | н/д     | н/д   |
| командное многоборье | Алексей Синкевич      | 18,925              | 19,250       | н/д          | н/д            | 9,625               | 18,600       | 66,400       | 103          | 18,925              | 19,250 | н/д    | н/д            | 9,625               | 18,600      | н/д     | н/д   |
| командное многоборье | всего                 | 95,861              | 95,461       | 94,600       | 96,061         | 95,036              | 94,362       | 571,381      | 4 Q          | 95,861              | 95,461 | 94,600 | 96,061         | 95,036              | 94,362      | 571,381 | 4     |
| личное многоборье    | Андрей Кан            | н/д                 | н/д          | н/д          | н/д            | н/д                 | н/д          | н/д          | н/д          | 9,600               | 9,675  | 9,562  | 9,525          | 8,600               | 9,000       | 55,962  | 30    |
| личное многоборье    | Виталий Рудницкий     | н/д                 | н/д          | н/д          | н/д            | н/д                 | н/д          | н/д          | н/д          | 9,675               | 9,700  | 9,600  | 9,512          | 9,350               | 8,125       | 55,962  | 30    |
| личное многоборье    | Виталий Щербо         | н/д                 | н/д          | н/д          | н/д            | н/д                 | н/д          | н/д          | н/д          | 9,762               | 9,662  | 9,587  | 9,687          | 9,712               | 9,787       | 58,197  | 3     |

Индивидуальные упражнения
| Соревнование        | Спортсмены      | Финал | Финал |
| Соревнование        | Спортсмены      | Очки  | Место |
| ------------------- | --------------- | ----- | ----- |
| вольные упражнения  | Виталий Щербо   | 9,275 | 7     |
| параллельные брусья | Виталий Щербо   | 9,800 | 3     |
| перекладина         | Виталий Щербо   | 9,800 | 3     |
| опорный прыжок      | Иван Павловский | 9,493 | 8     |
| опорный прыжок      | Виталий Щербо   | 9,724 | 3     |

Женщины
Многоборье
| Соревнование         | Спортсмены         | Квалификация   | Квалификация        | Квалификация | Квалификация       | Квалификация | Квалификация | Финал          | Финал               | Финал  | Финал              | Финал   | Финал |
| Соревнование         | Спортсмены         | Опорный прыжок | Разновысокие брусья | Бревно       | Вольные упражнения | Всего        | Место        | Опорный прыжок | Разновысокие брусья | Бревно | Вольные упражнения | Всего   | Место |
| -------------------- | ------------------ | -------------- | ------------------- | ------------ | ------------------ | ------------ | ------------ | -------------- | ------------------- | ------ | ------------------ | ------- | ----- |
| командное многоборье | Елена Пискун       | 19,350         | 19,387              | 18,774       | 19,275             | 76,786       | 16 Q         | 19,350         | 19,387              | 18,774 | 19,275             | н/д     | н/д   |
| командное многоборье | Алёна Полозкова    | 19,199         | 19,312              | 19,137       | 18,999             | 76,647       | 20 Q         | 19,199         | 19,312              | 19,137 | 18,999             | н/д     | н/д   |
| командное многоборье | Светлана Богинская | 19,474         | 18,587              | 18,850       | 19,312             | 76,223       | 25 Q         | 19,474         | 18,587              | 18,850 | 19,312             | н/д     | н/д   |
| командное многоборье | Ольга Юркина       | 18,762         | 18,487              | 18,724       | 18,312             | 74,285       | 47           | 18,762         | 18,487              | 18,724 | 18,312             | н/д     | н/д   |
| командное многоборье | Людмила Витюкова   | 19,087         | н/д                 | 18,874       | 19,124             | 57,085       | 86           | 19,087         | н/д                 | 18,874 | 19,124             | н/д     | н/д   |
| командное многоборье | Светлана Тарасевич | 19,199         | 19,149              | н/д          | 18,625             | 56,973       | 87           | 19,199         | 19,149              | н/д    | 18,625             | н/д     | н/д   |
| командное многоборье | Татьяна Жарганова  | н/д            | 18,600              | 17,537       | н/д                | 36,137       | 102          | н/д            | 18,600              | 17,537 | н/д                | н/д     | н/д   |
| командное многоборье | всего              | 96,309         | 95,185              | 94,359       | 95,410             | 381,263      | 6 Q          | 96,309         | 95,185              | 94,359 | 95,410             | 381,263 | 6     |
| личное многоборье    | Светлана Богинская | н/д            | н/д                 | н/д          | н/д                | н/д          | н/д          | 9,687          | 9,675               | 9,537  | 9,600              | 38,499  | 14    |
| личное многоборье    | Елена Пискун       | н/д            | н/д                 | н/д          | н/д                | н/д          | н/д          | 9,687          | 9,712               | 9,675  | 9,575              | 38,649  | 12    |
| личное многоборье    | Алёна Полозкова    | н/д            | н/д                 | н/д          | н/д                | н/д          | н/д          | 9,587          | 9,162               | 9,450  | 9,600              | 37,799  | 25    |

Индивидуальные упражнения
| Соревнование   | Спортсмены         | Финал | Финал |
| Соревнование   | Спортсмены         | Очки  | Место |
| -------------- | ------------------ | ----- | ----- |
| опорный прыжок | Светлана Богинская | 9,712 | 5     |

#### Художественная гимнастика
| Соревнование      | Спортсмены        | Квалификация | Квалификация | Квалификация | Квалификация | Квалификация | Квалификация | Полуфинал | Полуфинал | Полуфинал | Полуфинал | Полуфинал | Полуфинал | Финал | Финал | Финал | Финал | Финал  | Финал |
| Соревнование      | Спортсмены        |              |              |              |              | Всего        | Место        |           |           |           |           | Всего     | Место     |       |       |       |       | Всего  | Место |
| ----------------- | ----------------- | ------------ | ------------ | ------------ | ------------ | ------------ | ------------ | --------- | --------- | --------- | --------- | --------- | --------- | ----- | ----- | ----- | ----- | ------ | ----- |
| личное многоборье | Лариса Лукьяненко | 9,699        | 9,366        | 9,716        | 9,700        | 38,481       | 4 Q          | 9,700     | 9,750     | 9,616     | 9,683     | 38,749    | 5 Q       | 9,466 | 9,750 | 9,700 | 9,750 | 38,666 | 7     |
| личное многоборье | Татьяна Огрызко   | 8,766        | 9,750        | 9,750        | 9,633        | 37,899       | 9 Q          | 9,633     | 9,682     | 9,700     | 9,666     | 38,681    | 6 Q       | 9,585 | 9,682 | 9,599 | 9,666 | 38,530 | 8     |

| Соревнование         | Спортсмены                                                                                     | Квалификация | Квалификация | Финал  | Финал |
| Соревнование         | Спортсмены                                                                                     | Очки         | Место        | Очки   | Место |
| -------------------- | ---------------------------------------------------------------------------------------------- | ------------ | ------------ | ------ | ----- |
| групповое многоборье | Наталья Будило Ольга Демская Оксана Жданович Светлана Лузанова Галина Малашенко Алеся Походина | 38,433       | 4 Q          | 37,982 | 6     |

### Гребля на байдарках и каноэ

#### Гребля на гладкой воде
Мужчины
| Соревнование               | Спортсмены                            | Предварительный раунд | Предварительный раунд | Перезаплыв    | Перезаплыв    | Полуфинал | Полуфинал | Финал                | Финал                | Итоговое место |
| Соревнование               | Спортсмены                            | Время                 | Место                 | Время         | Место         | Время     | Место     | Время                | Место                | Итоговое место |
| -------------------------- | ------------------------------------- | --------------------- | --------------------- | ------------- | ------------- | --------- | --------- | -------------------- | -------------------- | -------------- |
| каноэ-одиночки, 500 метров | Сергей Калесник                       | 1:43,279              | 3 Q                   | не участвовал | не участвовал | 1:42,505  | 8         | завершил выступление | завершил выступление | 8              |
| каноэ-двойки, 500 метров   | Дмитрий Довгалёнок Александр Масейков | 1:47,923              | 6                     | 1:47,837      | 1 Q           | 1:43,938  | 3         | 1:46,840             | 9                    | 9              |

#### Гребной слалом
Женщины
| каноэ-одиночки | Елена Курзина | 225,14 | 15 | 284,37 | 27 | 225,14 | 25 |

### Дзюдо
Мужчины
| Категория   | Спортсмены     | 1/16 финала             | 1/8 финала                 | Четвертьфинал                                      | Полуфинал                     | Финал                       | Место |
| Категория   | Спортсмены     | Соперник Результат      | Соперник Результат         | Соперник Результат                                 | Соперник Результат            | Соперник Результат          | Место |
| ----------- | -------------- | ----------------------- | -------------------------- | -------------------------------------------------- | ----------------------------- | --------------------------- | ----- |
| до 60 кг    | Натик Багиров  | INDН. Сингх В 0100:0000 | GERР. Траутман П 0000:0101 | Утешительный раунд                                 | Утешительный раунд            | Матч за 3-е место           | 5     |
| до 60 кг    | Натик Багиров  | INDН. Сингх В 0100:0000 | GERР. Траутман П 0000:0101 | USAК. Сунада В 0100:0000 KORК. Чен Вон В 0100:0000 | GEOГ. Вазагашвили В 0100:0000 | MGLД. Нармандах П 0000:0101 | 5     |
| до 95 кг    | Леонид Свирид  | FRAС. Трено П 0000:1000 | Утешительный раунд         | Утешительный раунд                                 | Утешительный раунд            | Матч за 3-е место           | 13    |
| до 95 кг    | Леонид Свирид  | FRAС. Трено П 0000:1000 | AUSД. Гоуинг П 0000:0100   | AUSД. Гоуинг П 0000:0100                           | AUSД. Гоуинг П 0000:0100      | завершил выступление        | 13    |
| свыше 95 кг | Руслан Шарапов | USAД. Кив В 1000:0000   | POLР. Кубацкий П 0000:0001 | завершил выступление                               | завершил выступление          | завершил выступление        | 17    |

Женщины
| Категория | Спортсмены       | 1/16 финала            | 1/8 финала                     | Четвертьфинал             | Полуфинал                | Финал                 | Место |
| Категория | Спортсмены       | Соперник Результат     | Соперник Результат             | Соперник Результат        | Соперник Результат       | Соперник Результат    | Место |
| --------- | ---------------- | ---------------------- | ------------------------------ | ------------------------- | ------------------------ | --------------------- | ----- |
| до 48 кг  | Татьяна Москвина | JPNР. Тани П 0000:0100 | Утешительный раунд             | Утешительный раунд        | Утешительный раунд       | Матч за 3-е место     | 7     |
| до 48 кг  | Татьяна Москвина | JPNР. Тани П 0000:0100 | HONДора Мальдонадо В 0010:0000 | ITAД. Тортора В 0010:0000 | ALGС. Суакри П 0000:0100 | завершила выступление | 7     |

### Лёгкая атлетика
Мужчины
Шоссейные дисциплины
| Дисциплина              | Спортсмен          | Время         | Место         |
| ----------------------- | ------------------ | ------------- | ------------- |
| ходьба на 20 километров | Евгений Мисюля     | 1:21:16       | 9             |
| ходьба на 20 километров | Михаил Хмельницкий | 1:22:17       | 12            |
| ходьба на 50 километров | Евгений Мисюля     | не участвовал | не участвовал |
| ходьба на 50 километров | Виктор Гинько      | 3:45:27       | 5             |

Технические дисциплины
| Дисциплина      | Спортсмен          | Квалификация | Квалификация | Финал                | Финал                |
| Дисциплина      | Спортсмен          | Результат    | Место        | Результат            | Место                |
| --------------- | ------------------ | ------------ | ------------ | -------------------- | -------------------- |
| прыжки с шестом | Дмитрий Марков     | 5,60         | 12 Q         | 5,86                 | 6                    |
| метание молота  | Игорь Астапкович   | 75,82        | 2 Q          | 78,20                | 7                    |
| метание молота  | Сергей Алай        | 75,10        | 6 Q          | 77,38                | 8                    |
| метание молота  | Александр Красько  | 73,74        | 10           | завершил выступление | завершил выступление |
| толкание ядра   | Дмитрий Гончарук   | 19,57        | 5 Q          | 19,79                | 9                    |
| толкание ядра   | Виктор Булат       | 17,29        | 17           | завершил выступление | завершил выступление |
| метание диска   | Владимир Дубровщик | 63,22        | 5 Q          | 66,20                | 2                    |
| метание диска   | Василий Каптюх     | 62,22        | 12 Q         | 65,80                | 3                    |

 Многоборье
| Дисциплина  | Спортсмен         | Параметр  | 100 м | длина | ядро  | высота | 400 м | 110 м с/б | диск  | шест | копьё | 1500 м  | Всего очков | Итоговое место |
| ----------- | ----------------- | --------- | ----- | ----- | ----- | ------ | ----- | --------- | ----- | ---- | ----- | ------- | ----------- | -------------- |
| десятиборье | Эдуард Хямяляйнен | Результат | 10,85 | 7,48  | 16,32 | 1,98   | 46,91 | 13,95     | 49,62 | 5,00 | 57,66 | 4:34,68 | 8613        | 5              |
| десятиборье | Эдуард Хямяляйнен | Очки      | 894   | 930   | 871   | 785    | 963   | 981       | 862   | 910  | 703   | 714     | 8613        | 5              |

Женщины
Беговые дисциплины
| Дисциплина                    | Спортсмен            | Предварительный раунд | Предварительный раунд | Четвертьфиналы        | Четвертьфиналы        | Полуфиналы            | Полуфиналы            | Финал                 | Финал                 |
| Дисциплина                    | Спортсмен            | Время                 | Место                 | Время                 | Место                 | Время                 | Место                 | Время                 | Место                 |
| ----------------------------- | -------------------- | --------------------- | --------------------- | --------------------- | --------------------- | --------------------- | --------------------- | --------------------- | --------------------- |
| бег на 200 метров             | Наталья Сафронникова | 23,14                 | 5 Q                   | 23,15                 | 4 Q                   | 22,98                 | 7                     | завершила выступление | завершила выступление |
| бег на 400 метров             | Анна Козак           | 52,39                 | 3 Q                   | 52,14                 | 6                     | завершила выступление | завершила выступление | завершила выступление | завершила выступление |
| бег на 800 метров             | Наталья Духнова      | 1:59,23               | 1 Q                   | не проводился         | не проводился         | 1:58,67               | 4 Q                   | 2:00,32               | 7                     |
| бег на 1500 метров            | Наталья Духнова      | 4:14,75               | 8 Q                   | не проводился         | не проводился         | 4:11,43               | 6                     | завершила выступление | завершила выступление |
| бег на 100 метров с барьерами | Лидия Юркова         | 13,20                 | 4 Q                   | 13,07                 | 7                     | завершила выступление | завершила выступление | завершила выступление | завершила выступление |
| бег на 400 метров с барьерами | Татьяна Ледовская    | 55,82                 | 4 Q                   | не проводился         | не проводился         | 54,97                 | 7                     | завершила выступление | завершила выступление |
| бег на 400 метров с барьерами | Нелли Воронкова      | 56,97                 | 6                     | завершила выступление | завершила выступление | завершила выступление | завершила выступление | завершила выступление | завершила выступление |
| бег на 400 метров с барьерами | Татьяна Курочкина    | 57,28                 | 7                     | завершила выступление | завершила выступление | завершила выступление | завершила выступление | завершила выступление | завершила выступление |

 Шоссейные дисциплины
| Дисциплина              | Спортсмен            | Время   | Место |
| ----------------------- | -------------------- | ------- | ----- |
| марафон                 | Елена Мазовка        | 2:36:22 | 24    |
| марафон                 | Наталья Галушко      | 2:44:21 | 50    |
| марафон                 | Мадина Биктаргирова  | —       | DNF   |
| ходьба на 10 километров | Ольга Кардопольцева  | 43:02   | 6     |
| ходьба на 10 километров | Валентина Цыбульская | 43:21   | 8     |
| ходьба на 10 километров | Наталья Мисюля       | 45:11   | 17    |

 Технические дисциплины
| Дисциплина      | Спортсмен          | Квалификация | Квалификация | Финал                 | Финал                 |
| Дисциплина      | Спортсмен          | Результат    | Место        | Результат             | Место                 |
| --------------- | ------------------ | ------------ | ------------ | --------------------- | --------------------- |
| прыжок в длину  | Анжела Атрощенко   | 5,94         | 33           | завершила выступление | завершила выступление |
| прыжок в длину  | Наталья Сазанович  | x            | —            | завершила выступление | завершила выступление |
| прыжки в высоту | Татьяна Храмова    | 1,90         | 7            | завершила выступление | завершила выступление |
| метание копья   | Наталья Шиколенко  | 63,32        | 4 Q          | 58,56                 | 12                    |
| метание диска   | Эллина Зверева     | 62,74        | 8 Q          | 65,54                 | 3                     |
| метание диска   | Ирина Ятченко      | 62,04        | 11 Q         | 60,46                 | 12                    |
| метание диска   | Людмила Филимонова | 53,30        | 38           | завершила выступление | завершила выступление |

 Многоборье
| Дисциплина | Спортсмен         | Параметр  | 110 м с/б | высота | ядро  | 200 м | длина | копьё | 800 м   | Всего очков | Итоговое место |
| ---------- | ----------------- | --------- | --------- | ------ | ----- | ----- | ----- | ----- | ------- | ----------- | -------------- |
| семиборье  | Наталья Сазанович | Результат | 13,56     | 1,80   | 14,52 | 23,72 | 6,70  | 46,00 | 2:17,92 | 6563        | 2              |
| семиборье  | Наталья Сазанович | Очки      | 1041      | 978    | 829   | 1008  | 1072  | 783   | 852     | 6563        | 2              |
| семиборье  | Анжела Атрощенко  | Результат | DNF       | DNS    | DNS   | DNS   | DNS   | DNS   | DNS     | —           | —              |
| семиборье  | Анжела Атрощенко  | Очки      | —         | DNS    | DNS   | DNS   | DNS   | DNS   | DNS     | —           | —              |

### Настольный теннис
Мужчины
| Соревнование     | Спортсмены                        | Групповой этап      | Групповой этап                 | Групповой этап                | Групповой этап | 1/8 финала          | Четвертьфинал         | Полуфинал             | Финал                 | Место                 |                       |
| Соревнование     | Спортсмены                        | Соперник Результат  | Соперник Результат             | Соперник Результат            | Место          | Соперник Результат  | Соперник Результат    | Соперник Результат    | Соперник Результат    | Место                 |                       |
| ---------------- | --------------------------------- | ------------------- | ------------------------------ | ----------------------------- | -------------- | ------------------- | --------------------- | --------------------- | --------------------- | --------------------- | --------------------- |
| одиночный разряд | Владимир Самсонов                 | JAMС. Хилтон В 2:0  | GBRК. Прен В 2:0               | RUSА. Мазунов В 2:1           | 1              | RUSА. Мазунов В 3:0 | CHNВ. Тао П 2:3       | завершил выступление  | завершил выступление  | завершил выступление  | завершил выступление  |
| парный разряд    | Владимир Самсонов Евгений Щетинин | KORС. Ли Н. Ю П 0:2 | RUSА. Мазунов Д. Мазунов П 0:2 | USAДж. Батлер Т. Суирис В 2:0 | 3              | не проводился       | завершили выступление | завершили выступление | завершили выступление | завершили выступление | завершили выступление |

### Парусный спорт
Женщины
| Класс  | Спортсмены        | Гонка | Гонка | Гонка | Гонка | Гонка | Гонка | Гонка | Гонка | Гонка | Гонка | Гонка | Очки | Место |
| Класс  | Спортсмены        | 1     | 2     | 3     | 4     | 5     | 6     | 7     | 8     | 9     | 10    | 11    | Очки | Место |
| ------ | ----------------- | ----- | ----- | ----- | ----- | ----- | ----- | ----- | ----- | ----- | ----- | ----- | ---- | ----- |
| Европа | Анастасия Подобед | 24    | 26    | 24    | 26    | 27    | 26    | 24    | 23    | 23    | 24    | 25    | 219  | 26    |

Открытые классы
| Класс    | Спортсмены                     | Гонка | Гонка | Гонка | Гонка | Гонка | Гонка | Гонка | Гонка | Гонка | Гонка | Гонка | Очки | Место |
| Класс    | Спортсмены                     | 1     | 2     | 3     | 4     | 5     | 6     | 7     | 8     | 9     | 10    | 11    | Очки | Место |
| -------- | ------------------------------ | ----- | ----- | ----- | ----- | ----- | ----- | ----- | ----- | ----- | ----- | ----- | ---- | ----- |
| Лазер    | Александр Зеленовский          | 38    | 23    | 28    | 26    | 21    | 18    | 13    | 16    | 15    | 17    | 14    | 163  | 20    |
| Торнадо  | Сергей Кравцов Виктор Буданцев | 9     | 15    | PMS   | 16    | 11    | 10    | 16    | 6     | 11    | 16    | 7     | 137  | 14    |
| Звёздный | Сергей Хорецкий Владимир Зуев  | 18    | 21    | 19    | 21    | 22    | 20    | 22    | 21    | 22    | 20    | н/д   | 162  | 23    |

### Стрельба
Мужчины
| Соревнование                          | Спортсмены         | Квалификация | Квалификация | Финал                | Финал                |
| Соревнование                          | Спортсмены         | Результат    | Место        | Результат            | Место                |
| ------------------------------------- | ------------------ | ------------ | ------------ | -------------------- | -------------------- |
| пневматический пистолет, 10 метров    | Игорь Басинский    | 582          | 7 Q          | 681,8                | 7                    |
| пистолет, 50 метров                   | Игорь Басинский    | 565          | 4 Q          | 662                  | 2                    |
| пневматическая винтовка, 10 метров    | Анатолий Клименко  | 590          | 11           | завершил выступление | завершил выступление |
| винтовка из трёх положений, 50 метров | Анатолий Клименко  | 1158         | 28           | завершил выступление | завершил выступление |
| пневматический пистолет, 10 метров    | Константин Лукашик | 580          | 9            | завершил выступление | завершил выступление |
| пистолет, 50 метров                   | Константин Лукашик | 564          | 5 Q          | 660,1                | 4                    |
| винтовка, 50 метров (стоя)            | Сергей Мартынов    | 598          | 3 Q          | 699,6                | 6                    |
| винтовка из трёх положений, 50 метров | Сергей Мартынов    | 1166         | 7 Q          | 1263,9               | 8                    |
| пневматическая винтовка, 10 метров    | Георгий Нехаев     | 585          | 26           | завершил выступление | завершил выступление |
| винтовка, 50 метров (стоя)            | Георгий Нехаев     | 592          | 30           | завершил выступление | завершил выступление |

Женщины
| Соревнование                          | Спортсмены        | Квалификация | Квалификация | Финал                 | Финал                 |
| Соревнование                          | Спортсмены        | Результат    | Место        | Результат             | Место                 |
| ------------------------------------- | ----------------- | ------------ | ------------ | --------------------- | --------------------- |
| пневматический пистолет, 10 метров    | Лолита Евглевская | 382          | 8 Q          | 479,1                 | 8                     |
| винтовка из трёх положений, 50 метров | Ольга Погребняк   | 577          | 17           | завершила выступление | завершила выступление |
| пневматическая винтовка, 10 метров    | Ольга Погребняк   | 394          | 6 Q          | 496,4                 | 5                     |
| пистолет, 25 метров                   | Жанна Шитик       | 577          | 14           | завершила выступление | завершила выступление |
| винтовка из трёх положений, 50 метров | Ирина Шилова      | 577          | 17           | завершила выступление | завершила выступление |
| пневматическая винтовка, 10 метров    | Ирина Шилова      | 393          | 9            | завершила выступление | завершила выступление |
| пистолет, 25 метров                   | Юлия Синяк        | 578          | 9            | завершила выступление | завершила выступление |
| пневматический пистолет, 10 метров    | Юлия Синяк        | 381          | 10           | завершила выступление | завершила выступление |

### Стрельба из лука
Женщины
| Соревнование              | Спортсмены     | Квалификация | Квалификация | 1/32 финала                             | 1/16 финала                    | 1/8 финала                 | Четвертьфинал                   | Полуфинал             | Финал                 | Место |
| Соревнование              | Спортсмены     | Результат    | Место        | Соперник Результат                      | Соперник Результат             | Соперник Результат         | Соперник Результат              | Соперник Результат    | Соперник Результат    | Место |
| ------------------------- | -------------- | ------------ | ------------ | --------------------------------------- | ------------------------------ | -------------------------- | ------------------------------- | --------------------- | --------------------- | ----- |
| индивидуальное первенство | Ольга Якушева  | 635          | 35           | SWEК. Перссон-Нордландер (30) В 159:151 | TURН. Насаридзе (3) В 153:153  | TPEЛ. И-инь (19) В 161:157 | TURЭ. Алтынкайнак (6) П 107:109 | завершила выступление | завершила выступление | 5     |
| индивидуальное первенство | Ольга Забугина | 645          | 18           | GERК. Пфоль (47) В 158:152              | GBRЭ. Уильямсон (15) П 147:152 | завершила выступление      | завершила выступление           | завершила выступление | завершила выступление | 32    |

### Теннис
Женщины
| Соревнование     | Спортсмены                          | 1/32 финала                 | 1/16 финала                         | 1/8 финала                                     | Четвертьфинал         | Полуфинал             | Финал                 |
| Соревнование     | Спортсмены                          | Соперник Результат          | Соперник Результат                  | Соперник Результат                             | Соперник Результат    | Соперник Результат    | Соперник Результат    |
| ---------------- | ----------------------------------- | --------------------------- | ----------------------------------- | ---------------------------------------------- | --------------------- | --------------------- | --------------------- |
| одиночный разряд | Ольга Барабанщикова                 | FRAМ. Пирс П 3:6, 5:7       | завершила выступление               | завершила выступление                          | завершила выступление | завершила выступление | завершила выступление |
| одиночный разряд | Наталья Зверева                     | BELС. Аппельманс В 7:5, 6:3 | RSAА. Кётцер В 6:1, 4:6, 6:2        | ESPК. Мартинес П 2:6, 5:7                      | завершила выступление | завершила выступление | завершила выступление |
| парный разряд    | Ольга Барабанщикова Наталья Зверева | не проводился               | BRAМ. Дагостини В. Менга В 6:2, 6:3 | CANДж. Хетерингтон П. Хай-Буле П 6:2, 4:6, 1:6 | завершили выступление | завершили выступление | завершили выступление |

### Тяжёлая атлетика
Мужчины
| Категория    | Спортсмен          | Масса  | Рывок     | Рывок | Толчок    | Толчок | Всего | Место |
| Категория    | Спортсмен          | Масса  | Результат | Место | Результат | Место  | Всего | Место |
| ------------ | ------------------ | ------ | --------- | ----- | --------- | ------ | ----- | ----- |
| 59 кг        | Виктор Синяк       | 58,70  | 115,5     | 12    | 137,5     | 12     | 250,0 | 12    |
| 76 кг        | Леонид Лобачев     | 75,65  | 160,0     | 5     | 182,5     | 9      | 342,5 | 8     |
| 76 кг        | Олег Кечко         | 75,79  | 155,0     | 12    | 180,0     | 12     | 335,0 | 11    |
| 91 кг        | Владимир Хлуд      | 90,05  | 165,0     | 12    | 195,0     | 16     | 360,0 | 15    |
| 91 кг        | Виктор Беляцкий    | 90,56  | 167,5     | 10    | 190,0     | 20     | 357,5 | 17    |
| 99 кг        | Олег Чирицо        | 98,63  | 172,5     | 10    | 207,5     | 9      | 380,0 | 9     |
| 108 кг       | Владимир Емельянов | 107,41 | 187,5     | 5     | 220,0     | 4      | 407,5 | 4     |
| 108 кг       | Геннадий Щекало    | 107,27 | 175,0     | 12    | —         | —      | —     | —     |
| Свыше 108 кг | Александр Курлович | 133,74 | 195,0     | 4     | 230,0     | 7      | 425,0 | 5     |
| Свыше 108 кг | Леонид Тараненко   | 150,55 | —         | —     | —         | —      | —     | —     |

### Фехтование
Мужчины
| Соревнование         | Спортсмены      | 1/32 финала          | 1/16 финала           | 1/8 финала           | Четвертьфинал        | Полуфинал            | Финал                | Место |
| Соревнование         | Спортсмены      | Соперник Результат   | Соперник Результат    | Соперник Результат   | Соперник Результат   | Соперник Результат   | Соперник Результат   | Место |
| -------------------- | --------------- | -------------------- | --------------------- | -------------------- | -------------------- | -------------------- | -------------------- | ----- |
| индивидуальная шпага | Виталий Захаров | PORН. Фразао В 15:11 | ITAА. Маццони П 11:15 | завершил выступление | завершил выступление | завершил выступление | завершил выступление | 26    |